# 费尔拉
费尔拉（義大利語：Ferla），是意大利锡拉库萨省的一个市镇。总面积24.77平方公里，人口2603人，人口密度105.1人/平方公里（2009年）。ISTAT代码为089008。